# Cox Enterprises
Cox Enterprises, Inc. är ett amerikanskt multinationellt konglomerat som är verksamt inom media, telekommunikation samt marknadsföring mot branschen som säljer fordon. De har verksamheter på fyra kontinenter världen över, Asien, Europa, Nordamerika och Oceanien.
Den amerikanska ekonomitidskriften Forbes rankade Cox Enterprises till det 16:e största privata företaget i USA efter omsättning för år 2016.